# アメリカ合衆国運輸長官
アメリカ合衆国運輸長官（アメリカがっしゅうこくうんゆちょうかん、英語：United States Secretary of Transportation）は、アメリカ合衆国運輸省の長で、内閣の一員である。日本の国土交通大臣に相当する。

## 歴代運輸長官
| 代   | 画像          | 氏名                                       | 在任期間       | 在任期間       | 大統領                   |
| ---- | ------------- | ------------------------------------------ | -------------- | -------------- | ------------------------ |
| 1    |               | アラン・S・ボイド                          | 1967年1月16日  | 1969年1月20日  | リンドン・ジョンソン     |
| 2    |               | ジョン・A・ヴォルペ                        | 1969年1月22日  | 1973年2月1日   | リチャード・ニクソン     |
| 3    |               | クロード・ブリンガー                       | 1973年2月2日   | 1975年2月1日   | リチャード・ニクソン     |
| 代理 |               | ジョン・バーナム                           | 1975年2月2日   | 1975年3月6日   | リチャード・ニクソン     |
| 4    |               | ウィリアム・タデウス・コールマン・ジュニア | 1975年3月7日   | 1977年1月20日  | ジェラルド・R・フォード  |
| 5    |               | ブロック・アダムズ                         | 1977年1月23日  | 1979年7月20日  | ジミー・カーター         |
| 代理 |               | グレアム・クレーター                       | 1979年7月21日  | 1979年8月14日  | ジミー・カーター         |
| 6    |               | ニール・ゴールドシュミット                 | 1979年8月15日  | 1981年1月20日  | ジミー・カーター         |
| 7    |               | ドリュー・ルイス                           | 1981年1月23日  | 1983年2月1日   | ロナルド・レーガン       |
| 8    |               | エリザベス・ドール                         | 1983年2月7日   | 1987年9月30日  | ロナルド・レーガン       |
| 代理 |               | ジェームズ・H・バーンリー                  | 1987年10月1日  | 1987年12月2日  | ロナルド・レーガン       |
| 9    | 1987年12月2日 | ジェームズ・H・バーンリー                  | 1989年1月30日  |                | ロナルド・レーガン       |
| 10   |               | サミュエル・K・スキナー                    | 1989年2月6日   | 1991年12月13日 | ジョージ・H・W・ブッシュ |
| 代理 |               | ジェームズ・B・ブゼイ                      | 1991年12月14日 | 1992年2月23日  | ジョージ・H・W・ブッシュ |
| 11   |               | アンドルー・カード                         | 1992年2月24日  | 1993年1月20日  | ジョージ・H・W・ブッシュ |
| 12   |               | フェデリコ・ペーニャ                       | 1993年1月21日  | 1997年2月14日  | ビル・クリントン         |
| 13   |               | ロドニー・E・スレーター                    | 1997年2月14日  | 2001年1月20日  | ビル・クリントン         |
| 代理 |               | モーティマー・L・ダウニー                  | 2001年1月21日  | 2001年1月24日  | ジョージ・W・ブッシュ    |
| 14   |               | ノーマン・ミネタ                           | 2001年1月25日  | 2006年7月7日   | ジョージ・W・ブッシュ    |
| 代理 |               | マリア・シノ                               | 2006年7月8日   | 2006年9月30日  | ジョージ・W・ブッシュ    |
| 15   |               | メアリー・E・ピーターズ                    | 2006年9月30日  | 2009年1月20日  | ジョージ・W・ブッシュ    |
| 代理 |               | トーマス・バレット                         | 2009年1月20日  | 2009年1月22日  | バラク・オバマ           |
| 16   |               | レイ・ラフッド                             | 2009年1月23日  | 2013年7月2日   | バラク・オバマ           |
| 17   |               | アンソニー・フォックス                     | 2013年7月2日   | 2017年1月20日  | バラク・オバマ           |
| 代理 |               | マイケル・ウエルタ                         | 2017年1月20日  | 2017年1月31日  | ドナルド・トランプ       |
| 18   |               | イレーン・チャオ                           | 2017年1月31日  | 2021年1月11日  | ドナルド・トランプ       |
| 代理 |               | スティーブン・G・ブラッドベリー            | 2021年1月11日  | 2021年1月20日  | ドナルド・トランプ       |
| 代理 |               | ラナ・ハードル                             | 2021年1月20日  | 2021年2月3日   | ジョー・バイデン         |
| 19   |               | ピート・ブティジェッジ                     | 2021年2月3日   | 2025年1月20日  | ジョー・バイデン         |
| 代理 |               | ジュディス・カレタ                         | 2025年1月20日  | 2025年1月28日  | ドナルド・トランプ       |
| 20   |               | ショーン・ダフィー                         | 2025年1月28日  | 現職           | ドナルド・トランプ       |